# Franz-Heinrich Philipp
Franz-Heinrich Philipp (* 28. Juni 1921 in Königsberg; 3. März 1984 in Marburg) war ein deutscher Kirchenhistoriker und Bibliothekar.

## Leben
Franz-Heinrich Philipp studierte nach Arbeits- und Kriegsdienst sowie Gefangenschaft (1938 bis 1950) Evangelische Theologie, Religionswissenschaft, Philosophie, Psychologie und Slawistik an der Universität Marburg und promovierte dort 1956. Außerdem hatte er 1954 und 1956 das erste und zweite theologische Examen abgelegt. Als Bibliotheksreferendar an der Universitätsbibliothek Marburg trat er 1956 in die Ausbildung für den höheren Bibliotheksdienst ein (Fachprüfung am Bibliothekar-Lehrinstitut des Landes Nordrhein-Westfalen 1958). Von 1958 bis 1984 war er dann wieder an der Universitätsbibliothek Marburg tätig, die er von 1973 bis 1981 als Direktor leitete. Im Jahre 1969 hatte er sich an der Universität Marburg habilitiert und wurde dort 1972 zum Honorarprofessor für Kirchengeschichte ernannt.

## Schriften (Auswahl)
- Tolstoj und die protestantische Bibelwissenschaft. In: Zeitschrift für Theologie und Kirche, Bd. 54 (1957), S. 80–95.
- Tolstoj und Pascal. In: Zeitschrift für Religions- und Geistesgeschichte, Bd. 10 (1958), S. 23–44.
- Tolstoj und der Protestantismus (= Osteuropastudien der Hochschulen des Landes Hessen, Reihe 2, Bd. 2). Schmitz, Gießen 1959 (Dissertation Universität Marburg).
- Der Ausleihvorgang an den deutschen wissenschaftlichen Universalbibliotheken. Eine Untersuchung an Hand von Arbeitszeitstudien (= Arbeiten aus dem Bibliothekar-Lehrinstitut des Landes Nordrhein-Westfalen, Bd. 17). Greven, Köln 1959.
- Leo Tolstoj, vom Frieden ohne Gewalt. Eine Einführung in Leben und Lehre Tolstojs. Steinkopf, Stuttgart 1960.
- Ad fontes. Johannes Evangelista Gossner. Leben und Lebenswerk. Steinkopf, Stuttgart 1964.
- Der deutsche Protestantismus und das Judentum. Eine historische Untersuchung für die Jahre 1848-1930. Habilitationsschrift Universität Marburg 1969.
- Zwiegespräch mit Gott. Das Gebet im Leben und Lebenswerk Johann Albrecht Bengels. Steinkopf, Stuttgart 1972, ISBN 3-7984-0257-4.
- (Hrsg.): Bibliotheksbau und Bibliothekstechnik. Ein Kompendium für Bibliothekare (= Bibliothekspraxis, Bd. 11). Verlag Dokumentation, Pullach 1973, ISBN 3-7940-4011-2.
- Der zentrale alphabetische Katalog im Bibliothekssystem der Philipps-Universität Marburg. In: Zeitschrift für Bibliothekswesen und Bibliographie, Bd. 21 (1974), S. 292–305.
- Anmerkungen zu drängenden Fragen des Bibliothekswesens in der BRD. In: Bibliotheksdienst, Jg. 9 (1976), S. 446–457.
- (mit Herwig Gödeke): Die Universitätsbibliothek Marburg 1527–1977. Eine bauhistorische Darstellung (= Schriften der Universitätsbibliothek Marburg, Bd. 7). Kempkes, Gladenbach 1977.
- Die Literaturversorgung in der Bundesrepublik Deutschland. In: Heinz Maier-Leibnitz (Hrsg.): Information und Gesellschaft. Bedingungen wissenschaftlicher Publikation. Wissenschaftliche Verlagsgesellschaft, Stuttgart 1977, ISBN 3-8047-0554-5, S. 175–187.
- Die überregionale Literaturversorgung auf der Basis Zentraler Fachbibliotheken. In: Helmut Sontag (Hrsg.): Überregionale Literaturversorgung und Kostenrechnung in Bibliotheken (= Zeitschrift für Bibliothekswesen und Bibliographie, Sonderhefte, Bd. 24). Klostermann, Frankfurt/M. 1977, S. 38–49.
- Hochschulstruktur, Bibliotheksstruktur und Bibliotheksbau. Anmerkungen zur Planung und funktionellen Effektivität des Neubaus der Stadt- und Universitätsbibliothek Frankfurt im Jahre 1964. In: Klaus-Dieter Lehmann (Hrsg.): Die Hochschulbibliothek. Beiträge und Berichte (= Zeitschrift für Bibliothekswesen und Bibliographie, Sonderhefte, Bd. 27). Klostermann, Frankfurt/M. 1978, S. 19–36, ISBN 3-465-01324-7.
- Mit Gott im Gespräch. Friedrich Christoph Oetingers Gebete. Steinkopf, Stuttgart 1978, ISBN 3-7984-0386-4.
- (Hrsg.): Landschaft und Augenblick. Zum 50. Geburtstag des Lyrikers Carl Guesmer am 14. Mai 1979 (= Schriften der Universitätsbibliothek Marburg, Bd. 9). Marburg 1979.
- (mit Hermann Günzel): Das Bibliothekssystem der Philipps-Universität Marburg. Gegenwärtiger Zustand, Zielvorstellungen, Realisierungsvorschläge (= Schriften der Universitätsbibliothek Marburg, Bd. 10). Marburg 1979.
- Der wissenschaftliche Bibliothekar. Anmerkungen zur Charakteristik seines Berufshorizontes. In: Zeitschrift für Bibliothekswesen und Bibliographie, Bd. 27 (1980), S. 126–131.
- Die Universitätsbibliothek Marburg. Vorentwurf für einen Neubau aus dem Jahre 1961. In: ABI-Technik, Jg. 1981, S. 105–128.